# Брисеньо, Кевин
Кевин Андрес Брисеньо Торуньо (исп. Kevin Andrés Briceño Toruño; 21 октября 1991, Никоя, Коста-Рика) — коста-риканский футболист, вратарь коста-риканского клуба «Картахинес» и сборной Коста-Рики.

## Клубная карьера
Кевин Брисеньо начинал заниматься футболом в своём родном городе Никоя. Он играл в клубе «Гуанакастека». В середине 2010 года Брисеньо перешёл в команду коста-риканской Примеры «Брухас», а спустя год — в «Орион». 15 января 2012 года он дебютировал на высшем уровне, выйдя в основном составе в гостевом поединке против «Лимона».
В середине 2012 года Брисеньо стал футболистом клуба Примеры «Уругвай де Коронадо», за который отыграл два года, после чего подписал контракт с командой «Депортиво Саприсса».

## Достижения
«Депортиво Саприсса»
- Чемпион Коста-Рики (3): Зим. 2014, Зим. 2015, Зим. 2016